# 大将軍 (方位神)

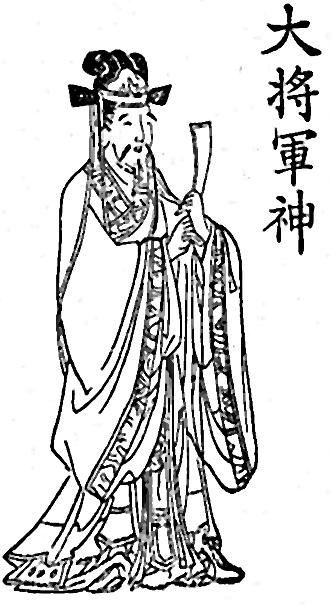
大将軍

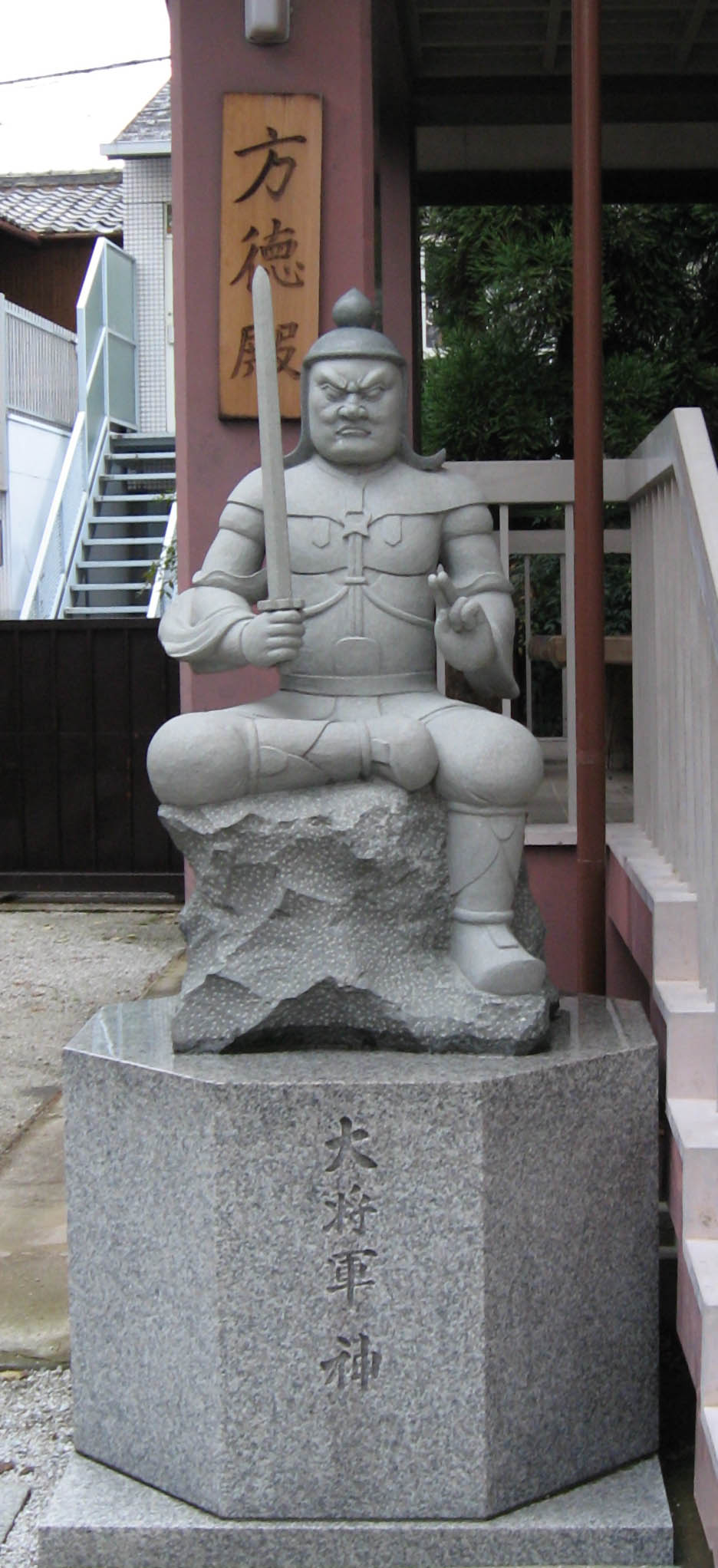
大将軍半跏像
大将軍八神社方徳殿前（京都市）

大将軍（たいしょうぐん、だいしょうぐん）は陰陽道において方位の吉凶を司る八将神（はっしょうじん）の一。魔王天王とも呼ばれる大鬼神。仏教での本地は他化自在天。
古代中国では、明けの明星を「啓明」（けいめい）、宵の明星を「長庚」（ちょうこう）または「太白」（たいはく）と呼び、軍事を司る星神とされたが、それが日本の陰陽道に取り入れられ、太白神や金神（こんじん）・大将軍となった。いずれも金星に関連する星神で、金気（ごんき）は刃物に通じ、荒ぶる神として、特に暦や方位の面で恐れられた。
大将軍は3年ごとに居を変え、その方角は万事に凶とされ、特に土を動かすことが良くないとされた。大将軍の方角は3年間変わらないため、その方角を忌むことを「三年塞がり」と呼んだ。ただし、大将軍の遊行日（ゆぎょうび）が定められ、その間は凶事が無いとされた。年毎の方位は十二支によって以下の通り。
- 亥・子・丑の年 - 西の方角
- 寅・卯・辰の年 - 北の方角
- 巳・午・未の年 - 東の方角
- 申・酉・戌の年 - 南の方角

遊行日は以下の通り。
- 春の土用（立夏前）：甲子日～戊辰日（東方に遊行）
- 夏の土用（立秋前）：丙子日～庚辰日（南方に遊行）
- 秋の土用（立冬前）：庚子日～甲辰日（西方に遊行）
- 冬の土用（立春前）：壬子日～丙辰日（北方に遊行）

大将軍は牛頭天王の息子とされ、スサノオと同一視された。（ただし後に、牛頭天王はスサノオと習合した）
京都では、桓武天皇が平安京遷都の直後、大将軍を祭神とする4つの大将軍神社を四方に置いた。
- 東: 左京区岡崎
- 西: 上京区紙屋川
- 北: 北区大徳寺門前
- 南: 所在不明

ただし、現在の所在は以下のとおり。これらは現在ではスサノオを祭神としている。
- 東: 左京区の岡崎神社と、東山区の東三条大将軍神社。
- 西: 上京区の大将軍八神社。
- 北: 北区の今宮神社摂社疫神社と、西賀茂大将軍神社。
- 南: 伏見区の藤森神社境内。

またこれらとは別に、祇園社（八坂神社）も大将軍を祭っている。また、北区には大将軍という地名が残っている。

## 昨今の事例
2000年4月、山形市の下水道工事で、工事を断る世帯が多く、遅々として進まないというニュースがTVや雑誌で報道された。工事を断る理由の一番目は「経済的理由」であり、その次に多かったのが「大将軍」であった。西暦2000年は辰年で大将軍は北の方角におり、住民たちの多くが屋敷の北に浴室や便所があったため、工事が進まぬ結果となってしまったのである。